# منزل كبيري
منزل كبيري (بالفارسية: خانه کبیری) هو منزل تاريخي يعود إلى عصر الدولة الزندية، ويقع في خوي.